# Українська вишиванка (монета)
«Украї́нська вишива́нка» — пам'ятна монета номіналом 5 гривень, випущена Національним банком України, присвячена елементу народного костюма — українській вишиванці, яка своєю орнаментикою і кольоровою гамою відтворює традиції вишивання в кожному регіоні України.
Монету введено в обіг 20 серпня 2013 року. Вона належить до серії «Українська спадщина».

## Опис монети та характеристики
| Номінал грн. | Метал      | Маса, г | Діаметр, мм | Якість виготовлення       | Гурт     | Тираж, штук |
| ------------ | ---------- | ------- | ----------- | ------------------------- | -------- | ----------- |
| 5            | нейзильбер | 16.54   | 35,0        | спеціальний анциркулейтед | рифлення | 30 000      |

### Аверс
На рельєфній поверхні поля аверсу, угорі малий Державний Герб України, напис півколом «НАЦІОНАЛЬНИЙ БАНК УКРАЇНИ», зображення дівчини з голкою в руках, яка вишиває полотно, фрагмент якого кольоровий (використано тамподрук), на тлі полотна номінал — «5 гривень», під яким праворуч — рік карбування монети «2013». На монеті з нейзильберу ліворуч розміщено логотип Монетного двору Національного банку України.

### Реверс
На реверсі монети розміщено кольоровий фрагмент полотна вишиванки (використано тамподрук), напис півколом «УКРАЇНСЬКА» (угорі) «ВИШИВАНКА» (унизу).

## Автори

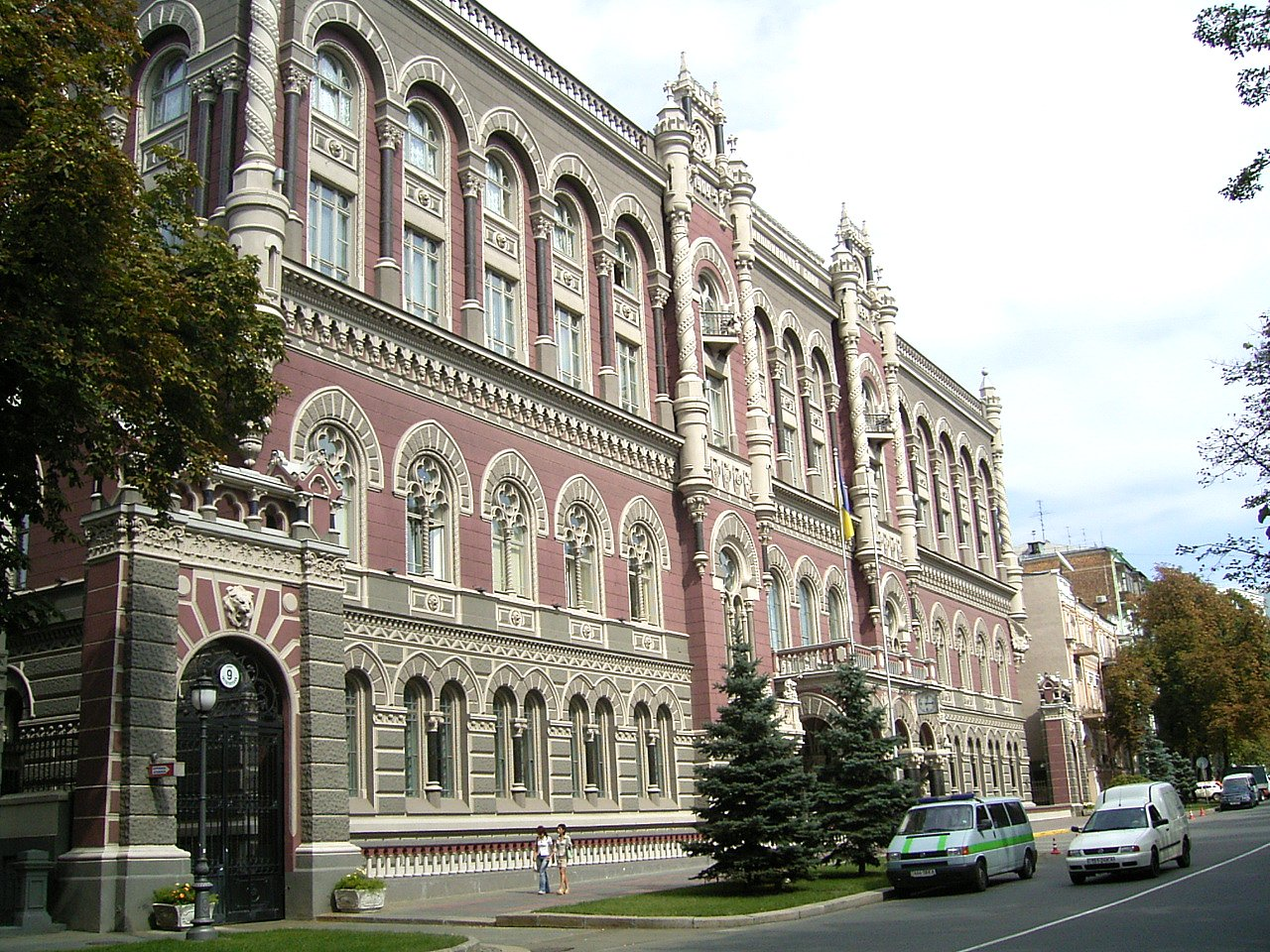
Будівля Національного банку України

- Художники: Таран Володимир, Харук Олександр, Харук Сергій.
- Скульптори: Дем'яненко Володимир, Атаманчук Володимир.

## Вартість монети
Під час введення монети в обіг у 2013 році, Національний банк України реалізовував монету через свої філії за ціною 20 гривень.
Фактична приблизна вартість монети з роками змінювалася так:
| Рік        | 2014 | 2015 | 2016 | 2017 | 2018 | 2019 | 2020 | 2021 | 2022  | 2023  | 2024  | 2025  |
| ---------- | ---- | ---- | ---- | ---- | ---- | ---- | ---- | ---- | ----- | ----- | ----- | ----- |
| Ціна, грн. | 120  | 200  | 220  | 240  | 260  | 265  | 290  | 500  | 1 200 | 1 700 | 2 800 | 2 950 |